# Assedio di Taranto (209 a.C.)
L'assedio di Taranto del 209 a.C. fu un episodio della seconda guerra punica che portò alla riconquista della città e del porto di Tarentum da parte dei Romani.
Nel 213/212 a.C., infatti, la città si era ribellata a Roma e aveva permesso ai Cartaginesi guidati da Annibale di entrare nelle mura della città, annientando la forza romana e facendo razzía di tutti i Romani di qualsiasi ceto che vi risiedevano. L'azione di Annibale, come confermano molti scritti storici, non fu un'azione di forza contro la popolazione di Taras, ma coordinata con i cittadini stessi, greci per origine, che non gradirono mai la colonizzazione romana.

## Contesto storico
Annibale si trovava in difficoltà di fronte alla strategia attendistica di Quinto Fabio Massimo Verrucoso «il temporeggiatore», e non riusciva più a colpire a fondo Roma e i suoi alleati, risultando costretto a subire scontri di scarsa importanza per cercare di controllare un territorio, a lui sempre più ostile dopo la caduta di Siracusa (212 a.C.) e Capua (211 a.C.). Contemporaneamente il fronte romano in Hispania sembrava reagire alla morte dei due Scipioni, Publio e Gneo, attraverso il figlio e nipote dei due, il futuro "Africano". Vi è da aggiungere che, quando nel 212 a.C. Annibale era riuscito ad assaltare la città, non era stato in grado di occupare la sua rocca, che bloccava il porto e che, rimasta in mani romane, poteva essere rifornita dal mare. Così il condottiero cartaginese non poté utilizzare lo scalo più ampio di quello di Locri (già in suo possesso) per ricevere i necessari aiuti da Cartagine.

### Antefatto
Nella tarda estate in cui era stata presa Capua (211 a.C.), la flotta cartaginese era stata richiamata dalla Sicilia a Taranto per intercettare gli approvvigionamenti del presidio romano che si trovava nella sua rocca (arx); aveva quindi chiuso ogni accesso alla fortezza dal mare, ma questo blocco prolungato produceva difficoltà per i rifornimenti sia agli alleati che ai nemici. Tito Livio narra infatti che le riserve di frumento non erano sufficienti né ai Tarentini, né agli equipaggi che lo introducevano in città.
(Livio, XXVI, 20.11.)
Nel 210 a.C., il Senato di Roma non si dimenticò di certo della rocca di Taranto. Livio racconta, infatti, che Marco Ogulnio e Publio Aquilio furono inviati come messi in Etruria a comprare grano da portare a Taranto, oltre a mille soldati dell'esercito dell'Urbe, in pari numero tra Romani ed alleati, che furono inviati insieme al grano, a presidio della rocca.
A Roma nel 209 a.C. furono eletti consoli Quinto Fulvio Flacco e Quinto Fabio Massimo il Temporeggiatore, l'unico generale romano capace fino a quel momento di contrastare efficacemente Annibale. Princeps senatus, nominato console per la quinta volta a sessantasei anni, per Quinto Fabio Massimo probabilmente si trattava dell'ultima occasione per ottenere una grande vittoria contro il nemico cartaginese.
Mentre Fulvio Flacco avrebbe operato in Irpinia e in Lucania contro le popolazioni che si erano alleate ai cartaginesi, Fabio Massimo avrebbe organizzato l'esercito romano da condurre in Puglia per riportare Taranto sotto il controllo romano. Il progetto era quello di distrarre le forze cartaginesi da Taranto, con attacchi diversivi in altre zone del meridione italiano.
A questo scopo ordinò al console dell'anno precedente Marco Claudio Marcello di attaccare le forze cartaginesi, organizzò una forza di circa 8 000 mercenari con il compito di devastare la regione del Bruzio, e lui stesso guidò la presa romana di Manduria, per garantirsi il collegamento tra Taranto e Brindisi.

## Assedio

### Geografia del sito
Polibio racconta che 
(Polibio, X, 1.1 e 1.5.)
Aggiunge inoltre che Taranto era situata in una posizione molto favorevole anche rispetto ai porti dell'Adriatico, tanto più che non esisteva ancora a quel tempo il porto di Brundisium. L'importanza strategica di questo sito giustificò, sempre secondo lo storico greco Polibio, il fatto di mettere in atto i piani per una riconquista romana da parte di Quinto Fabio Massimo Verrucoso.

### Assalto romano
Mentre Annibale conduceva il proprio esercito contro le forze romane condotte da Marco Claudio Marcello in uno scontro che ebbe luogo nei pressi di Canusio, e Fabio Massimo si preparava ad assaltare Taranto, con un attacco condotto via mare e via terra, ai romani si presentò l'occasione di entrare in contatto con un contingente di mercenari del Bruzio comandati da Filimeno, che partecipava alla difesa della città, e che segretamente decisero di passare dalla parte dei romani.
Polibio racconta che quando i Romani stavano assediando Taranto, l'ammiraglio cartaginese, Bomilcare, che era stato inviato con un'ingente flotta per dare una mano agli assediati, non riuscendo a dare alcun aiuto alla città assediata, circondata da ogni parte dei Romani, esaurì tutte le sue scorte di cibo e fu costretto ad andarsene.
L'attacco decisivo fu portato dopo sei giorni dall'inizio dell'assedio e di notte quando, mentre i difensori di Taranto fronteggiavano due diversi attacchi romani nel settore nord-occidentale della città - attacchi organizzati unicamente a scopo diversivo - gran parte delle truppe romane si concentrava sul settore orientale delle mura, controllate dai soldati di Filimeno. Ottenuto il controllo delle mura e delle porte cittadine in quella parte di città, i romani entrarono in massa all'interno delle mura cittadine, prendendo di sorpresa i difensori intenti a fronteggiare gli attacchi esterni. Alla battaglia, che si concluse rapidamente con l'annientamento della guarnigione cartaginese comandata da Cartalone, seguì il violento saccheggio della città.
Quando Annibale, avvertito dell'attacco romano, tornò con il suo esercito a Taranto, la trovò occupata e difesa dalle forze romane; secondo la tradizione il generale cartaginese ebbe a dire: Anche Roma poi ha avuto un Annibale; come abbiamo vinto Taranto, così l'abbiamo persa. Preferì quindi ritirarsi a Metaponto.

## Conseguenze
I cartaginesi lasciati a difesa della città furono tutti uccisi, come furono uccisi i mercenari che erano passati ai romani, perché non si sapesse che Taranto fosse stata presa con l'inganno; i romani poi affondarono tutte le navi della città. Per questo successo, al suo ritorno a Roma, a Quinto Fabio Massimo fu tributato il trionfo.
Sebbene Taranto non perse la propria autonomia, gran parte dei tarantini furono venduti come schiavi; i romani riportarono un enorme bottino in città, e i Cartaginesi di fatto persero il controllo dell'Apulia.